# Àcid fosfotúngstic

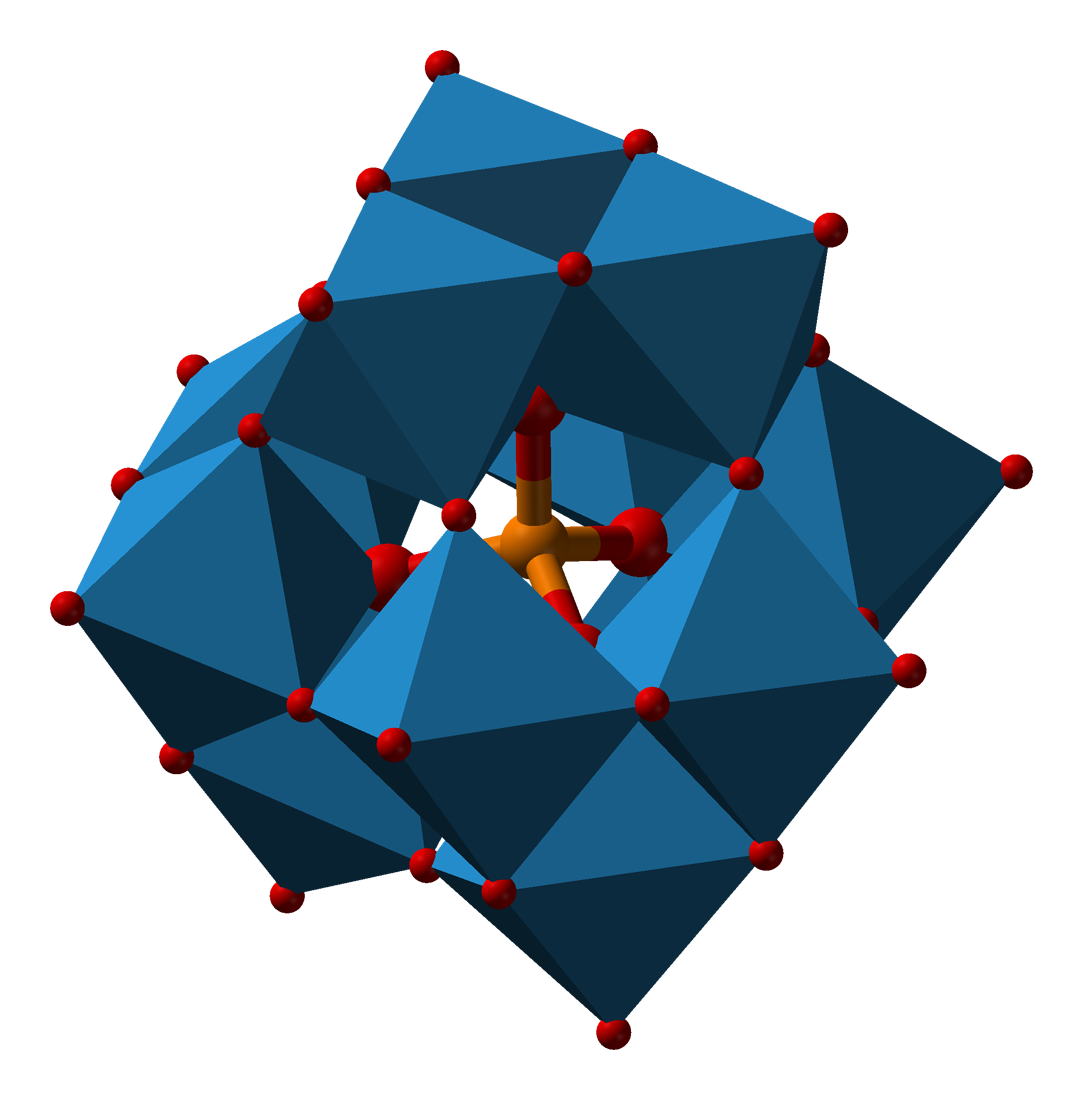
Àcid fosfotúngstic

L'àcid fosfotúngstic o àcid tungstofosfòric (TPA) és un heteropoliàcid de fórmula química H₃PW₁₂O40. Es presenta normalment com un hidrat. L'àcid fosfotúngstic etanòlic és un alcohol utilitzat en biologia, i porta el nom d'EPTA. Presenta petits cristalls, d'un color lleugerament grisós tirant a incolor o bé un to groc verdós. El punt de fusió d'aquests cristalls és de 89 °C. És inodor, així com soluble en aigua (200 g/100 ml). No és especialment tòxic, però és un àcid lleugerament irritant. El compost es coneix sota una varietat de noms; un d'aquests, “12” o “dodeca”, transmet la idea que l'anió conté dotze àtoms de tungstè. Els primers investigadors, que no coneixien la seva estructura, com per exemple Hsien Whu, el van anomenar àcid fosfo-24-túngstic, de fórmula 3H₂O.P₂O₅ 24WO₃.59H₂O, (P₂W24O80H₆).29H₂O, que identifica correctament la proporció dels àtoms P,W i O. Aquesta fórmula es va emprar fins a l'any 1970. L'àcid fosfotúngstic és utilitzat en histologia per realitzar tincions de cèl·lules, que junt l'hematoxilina forma hematoxilina àcida fosfotúngstica. Es fixa a la fibrina, al col·lagen i a les fibres del teixit connectiu, i susbstitueix els anions dels tints d'aquests materials, decolorant-los així, selectivament. L'àcid fosfotúngstic és electrodens, és a dir, no deixa passar els electrons. És un tint negatiu utilitzat habitualment per a visualitzacions amb microscòpia electrònica de transmissió de virus, nervis i polisacàrids, així com de materials de teixit biològic.

## Estructura

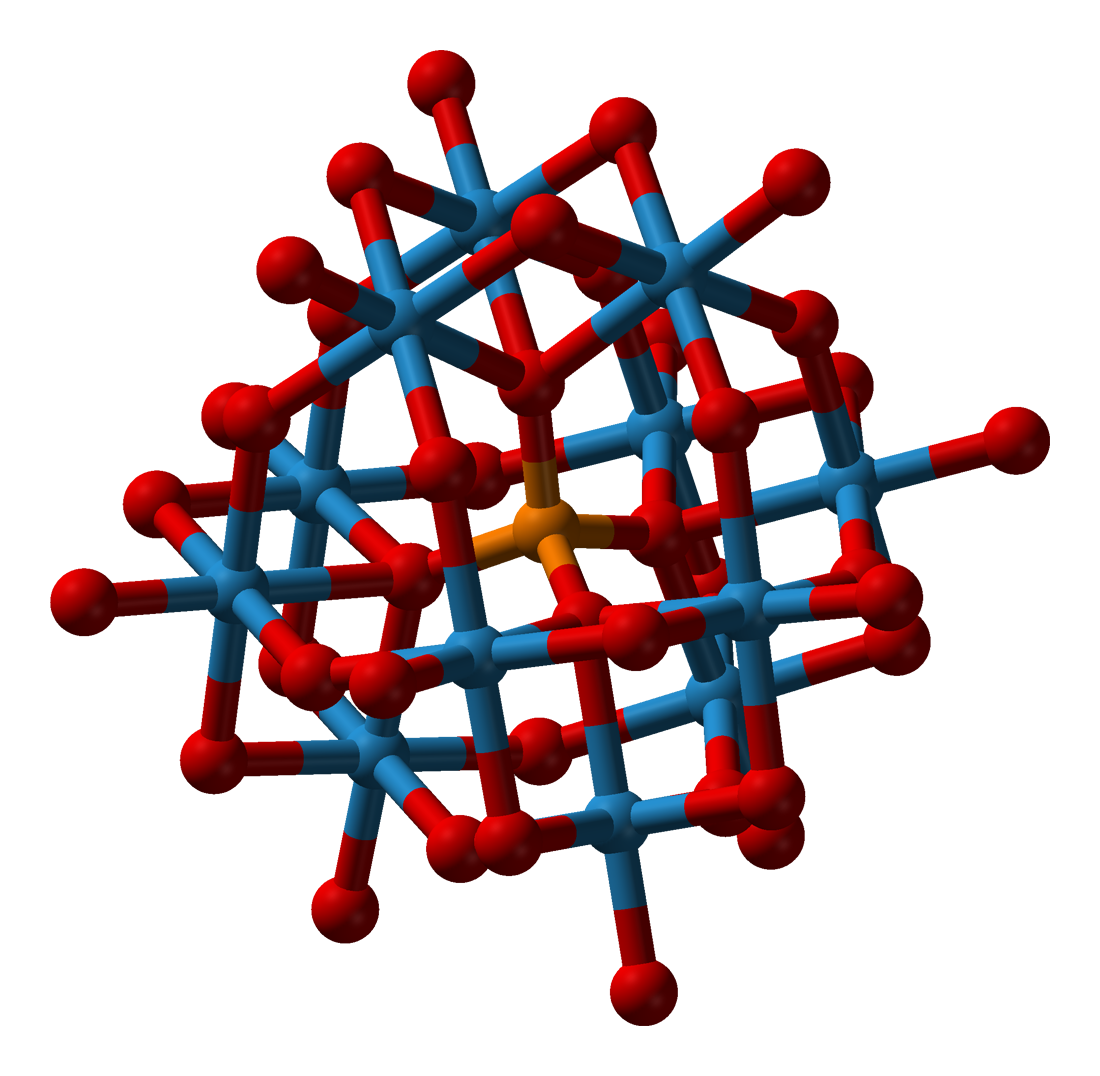
Estructura química de l'anió fosfotungstat

Gouzerh resumeix les diferents versions de l'estructura de l'àcid fosfotúngstic:
- H₇[P(W₂O₇)]6 - proposada per Miolati i més desenvolupada per Rosenheim.
- H₃[PO₄W₁₂O18(OH)36] – Pauling.

Això conduí a J. F. Keggin a determinar finalment la seva estructura, publicada per primer cop l'any 1933, i posteriorment l'any 1934. De fet, és coneguda de manera general com l'estructura de Keggin. L'anió presenta una simetria completa tetraèdrica i comprèn una gàbia de 12 àtoms de tungstè units per àtoms d'oxigen amb un àtom de fòsfor central. La figura de la dreta presenta la coordinació octoèdrica dels àtoms d'oxigen entorn dels àtoms de tungstè, i mostra que la superfície de l'anió consta tant d'àtoms d'oxigen vinculants com terminals. Investigacions posteriors van demostrar que el compost és en realitat un hexahidrat i no un pentahidrat tal com Keggin va proposar.

## Preparació i propietats químiques
L'àcid fosfotúngstic pot ser preparat per la reacció de tungstat de sodi, Na₂WO₄.2H₂O, amb àcid fosfòric, H₃PO₄, acidificat mitjançant àcid clorhídric, HCl. A mesura que el pH augmenta, les solucions d'àcid fosfotúngstic es van dissociant cada cop més. S'ha pogut determinar una escala gradual de dissociació que dona una aproximació de la composició de la solució a diferents valors de pH, com es mostra a continuació:
| pH  | Principals components                                               |
| --- | ------------------------------------------------------------------- |
| 1,0 | [PW₁₂O40]3−                                                         |
| 2,0 | [PW₁₂O40]3−, [P₂W21O71]6−, [PW11O39]7−                              |
| 3,5 | [PW₁₂O40]3−, [P₂W₂1O71]6−, [PW11O39]7−, [P₂W18O62]6−, [P₂W19O67]10− |
| 5,4 | [P₂W21O71]6−, [PW11O39]7−, [P₂W18O62]6−                             |
| 7,3 | [PW9O34]9−                                                          |
| 8,3 | PO43−, WO42−                                                        |

L'espècie [PW11O39]7− és un ió de Keggin defectuós. Per altra banda, el [P₂W18O62]6− té una estructura de Dawson. A un pH inferior a 8, la presència d'etanol o acetona estabilitza l'anió [PW₁₂O40]3−, reduint la seva dissociació.
L'àcid tungstofosfòric és tèrmicament estable a més de 400 °C, i és més estable que el seu àcid anàleg, l'àcid silicotúngstic H₄SiW₁₂O40
Grans quantitats de molècules polars com la piridina s'absorbeixen a la fase lliure, i no només en la superfície. Estudis de RNM de l'estat sòlid de l'etanol absorbit en la fase lliure mostra que tant dímers protonitzats com monòmers hi són presents.
L'àcid tungstofosfòric és menys sensible a la reducció que l'àcid fosfomolíbdic. La reducció amb àcid úric o sulfat de ferro II produeix un compost de color marró. Quan es redueix, l'àcid silicotúngstic, al que ja hem fet referència, forma un compost marró similar.
L'àcid tungstofosfòric és el més fort dels heteropoliàcids. La seva base conjugada és l'anió PW₁₂O403−]. Es va investigar la seva acidesa en àcid acètic, i es va mostrar que els tres protons es dissocien independentment en comptes de fer-ho de manera seqüencial, i que els centres àcids tenen la mateixa força. Una valoració del valor d'acidesa permet establir que té un valor superior a H0 =−13.16, fet que qualifica el compost com un superàcid. La seva força acídica fa que encara que el pH sigui baix, l'àcid es dissocia totalment.

## Aplicacions

### Catalitzadors
Com els altres heteropoliàcids, l'àcid fosfotúngstic és un catalitzador bastant utilitzat pels investigadors per la seva alta acidesa i estabilitat tèrmica. Es pot trobar comercialitzat en solució com un catalitzador homogeni, i com un catalitzador heterogeni sobre un substrat.
Alguns exemples de reaccions catalitzades per l'àcid fosfotúngstic són:
1. La catàlisi homogènia de la hidròlisi del propè en 2-propanol.
2. La catàlisi homogènia de la reacció de Prins.
3. La catàlisi heterogènia de la deshidratació del 2-propanol a propè, i del metanol a hidrocarburs.

### Tinció i pigments
L'àcid fosfotúngstic s'utilitza també per precipitar diferents tipus de colorants per obtenir laques. Per exemple s'ha utilitzat per a l'obtenció de colorants bàsics, colorants de trifenilmetà i per derivats de la pararosanilina.

### Histologia
L'àcid fosfotúngstic es fa servir com a reactiu a histologia per realitzar tincions de mostres. És un component de l'hematoxilina àcida fosfotúngstica (PTAH) utilitzada en el mètode de Mallory, un component dels colorants tricròmics (per exemple el tricròmic de Masson) i un agent de tinció negativa utilitzat per obtenir imatges de microscòpia electrònica de transmissió.

Hematoxilina àcida fosfotúngsticaMallory va descriure el reactiu hematoxilina àcida fosfotúngstica (PTAH) l'any 1897.
La PTAH produeix taques marrons vermelloses o blaves sobre els teixits segons de quin tipus siguin aquests. Aquesta propietat de tinció simultània en dos colors no es presenta en altres reactius d'hematoxilina com per exemple l'alum-hematoxilina. El paper de l'àcid fosfotúngstic i el mecanisme de tinció actualment, encara no es coneixen completament. És interessant remarcar que el component actiu de l'hematoxilina és la forma oxidada, l'hematina,
encara que això es reconeix rarament en la literatura referent a les tincions d'hematoxilina; de fet, l'àcid fosfotúngstic interacciona amb l'hematina. La composició del reactiu de Mallory és incerta: l'examinació d'una mostra de fa anys va mostrar amb seguretat que existeixen tres components de color blau, vermell i groc, encara que aquests no han sigut identificats. Algunes investigacions basades en la reactivitat de la PTAH amb diversos compostos com aminoàcids, purines, pirimidines i amines han mostrat que la PTAH pot donar lloc a una gran varietat de colors.
Colorants tricròmicsEn aquests reactius, sempre s'utilitzen dos o tres colorants amb àcid fosfotúngstic, ja sigui en procediments d'un sol pas o en procediments polietàpics. Aquests reactius tenyeixen de diferents colors diferents tipus de teixits. Com ja hem dit, el mecanisme de la tinció encara no es coneix completament. Algunes explicacions proposen que l'àcid fosfotúngstic actua com a corrosiu que fa que els teixits es colorin, o que, alternativament, bloqueja els teixits per facilitar l'actuació de les molècules colorants.
Tinció negativaLa tinció negativa per l'àcid fosfotúngstic es basa en l'adsorció sobre els teixits o sobre la superfície dels virus, i en la seva densitat d'electrons. Aquesta densitat d'electrons s'explica per la presència dels dotze àtoms de tungstè (de nombre atòmic 74). Com l'adsorció no es veu afectada pel pH, s'ha proposat que es tracta d'un mecanisme d'adsorció electroestàtica en comptes d'incloure enllaços d'hidrogen.

### Anàlisi
La majoria de sals de fosfotungstat són molt solubles a diferència de la sal de potassi que només ho és lleugerament. És per això que s'ha proposat la seva utilització com un mètode per l'anàlisi gravimètrica de potassi.

### Precipitació de proteïnes
Un dels papers de l'àcid fosfotúngstic en procediments analítics és precipitar proteïnes. De fet se l'ha anomenat precipitant universal de proteïnes polars. Altres estudis han demostrat que també fa precipitar els grups guanidino i ε-amino-imizadol però que no fa precipitar els grups α-amino.

### Fàrmacs i Compost de membranes d'intercanvi de protons
No s'han efectuat moltes investigacions en aquest àmbit. Un dels pocs treballs de recerca que s'han realitzat en aquest sentit estan relacionats amb la necrosi hepàtica en rates[xxv]. Compost de membranes d'intercanvi de protons. Avui en dia s'estan investigant els heteropoliàcids, entre ells l'àcid fosfotúngstic, ja que sembla que formen part, com el Nafion, dels materials dels quals les membranes d'intercanvi de protons estan compostes. L'interès d'aquests compostos està en el fet que presenten un gran potencial per a la fabricació de piles de combustible, ja que, s'ha vist que han millorat les seves característiques de funcionament.